# Carrières de Loubeau
Carrières de Loubeau este o arie protejată (sit de importanță comunitară — SCI) din Franța întinsă pe o suprafață de 30,37 ha, integral pe uscat.

## Localizare
Centrul sitului Carrières de Loubeau este situat la coordonatele 46°12′47″N 0°08′57″W / 46.21306°N 0.14917°V.

## Înființare
Situl Carrières de Loubeau a fost declarat arie specială de conservare în baza directivei 92/43 din 1992 referitoare la conservarea habitatelor naturale și a faunei și florei sălbatice pentru a proteja 9 specii de animale.

## Biodiversitate
Situată în ecoregiunea atlantică, aria protejată conține 1 habitat natural: Peșteri inaccesibile publicului.
La baza desemnării sitului se află mai multe specii protejate:
- mamifere (7): liliac cârn (Barbastella barbastellus), liliac cu aripi lungi (Miniopterus schreibersii), liliac cu urechi mari (Myotis bechsteinii), liliac cărămiziu (Myotis emarginatus), liliac comun (Myotis myotis), liliacul mare cu potcoavă (Rhinolophus ferrumequinum), liliacul mic cu potcoavă (Rhinolophus hipposideros)
- nevertebrate (2): Coenagrion mercuriale, fluturele purpuriu (Lycaena dispar)

Pe lângă speciile protejate, pe teritoriul sitului au mai fost identificate 9 specii de mamifere.